# Creutz

(Nederlands) familiewapen van Creutz (1867)

Creutz is een van oorsprong Finse, vervolgens Zweedse adellijke familie waarvan leden sinds 1867 tot de Nederlandse adel behoren.

## Geschiedenis
De stamreeks begint met Lars Mattson die die in 1490 in Finland leefde. Tussen 1569 en 1818 werden leden erkend, verheven of ingelijfd in de Zweedse, Finse of Russische adel.
Begin negentiende eeuw kwam Stephan Creutz (1788-1867) naar Nederland om dienst te nemen in het Nederlandse leger als kapitein der artillerie. In Zweden was hij ook al officier bij de artillerie. Hij vestigde zich in Nijmegen. In 1820 trouwde hij in Maastricht met Maria Johanna de Waal (1797-1854); hij werd in 1866 tot Nederlander genaturaliseerd en in 1867 ingelijfd in de Nederlandse adel met de titel van baron op allen. Hun zoon Stephan Johan Ludewik (1830-1900) was later gemeenteraadslid in Arnhem en hun kleinzoon mr. dr. Carl Oscar Philip baron Creutz (1873-1941) burgemeester van Ede. In 2008 stierf het Nederlandse adellijke geslacht in mannelijke lijn uit met Alexander Ferdinand Eduard baron Creutz (1913-2008).
De oudste baronale tak leeft nog voort in de Verenigde Staten en in Zweden. Een sinds 1719/1720 grafelijke tak van dit geslacht leeft nog voort in Finland (als Finse adel) en in Zweden.